# Dream Street
 Der er for få eller ingen kildehenvisninger i denne artikel, hvilket er et problem. Du kan hjælpe ved at angive troværdige kilder til de påstande, som fremføres i artiklen.

Dream Street var et Amerikansk boyband dannet tidligt i 1999 og gik fra hinanden i 2002.

Gruppen var oprindeligt sat sammen af producerne Louis Baldonieri og Brian Lukow og fik navnet 'Boy Wonder' (et navn lånt fra øgenavnet af tegneserie-karakteren Robin fra Batman historierne og filmene). Bandet bestod af fem 11-14 årige drenge fra New York's Broadway/skuespil scene.
Jesse McCartney, Gregory Raposo, Matt Ballinger, Frankie Galasso, og Chris Trousdale hed drengene i gruppen, som ændrede navn til "Dream Street" (Hvilket også var navnet på Lukow og Baldonieri's pladestudie i New York City).
Deres debut album blev udgivet i 2001 Og vandt Guld i USA af RIAA. Den sidste Dream Street udgivelse var soundtracket til en film udgivet i 2002, The Biggest Fan, hvor tidligere Dream Street medlem Chris Trousdale var med.
Selvom det første album fik en kanon modtagelse, blev gruppen ikke mere populær end andre grupper før dem, som *NSYNC og Backstreet Boys.
Tidligt i 2002, lagde fire af medlemmerne og deres forældre (McCartney, Raposo, Ballinger, og Gallasso) sag an mod Louis Baldonieri og Brian Lukow. Medlemmerne vandt retssagen, men det fik effektivt sat en ende på gruppen, og medlemmerne rejste væk og begyndte på forskellige solo-projekter. Chris Trousdale valgte at blive med Baldonieri og Lukow, og fortsatte med sin karriere under deres rådgivning indtil hans død af coronavirus i 2020. Mens Jesse McCartney fortsætter sang karrieren.